# Phật giáo Tứ Ân Hiếu Nghĩa
Phật giáo Tứ Ân Hiếu Nghĩa (四恩孝義), tên cũ là Đạo Tứ Ân Hiếu Nghĩa, gọi tắt là đạo Hiếu Nghĩa, do Ngô Lợi (thường được tín đồ gọi là Đức Bổn Sư) sáng lập. Buổi đầu, đạo là một trong những phong trào Cần Vương, nhưng dùng hình thức tôn giáo để qui tập tín đồ và để che mắt thực dân Pháp. Sau khi vua Hàm Nghi bị đày, Ngô Lợi mất, phong trào tan rã chỉ còn lại những hoạt động tín ngưỡng.

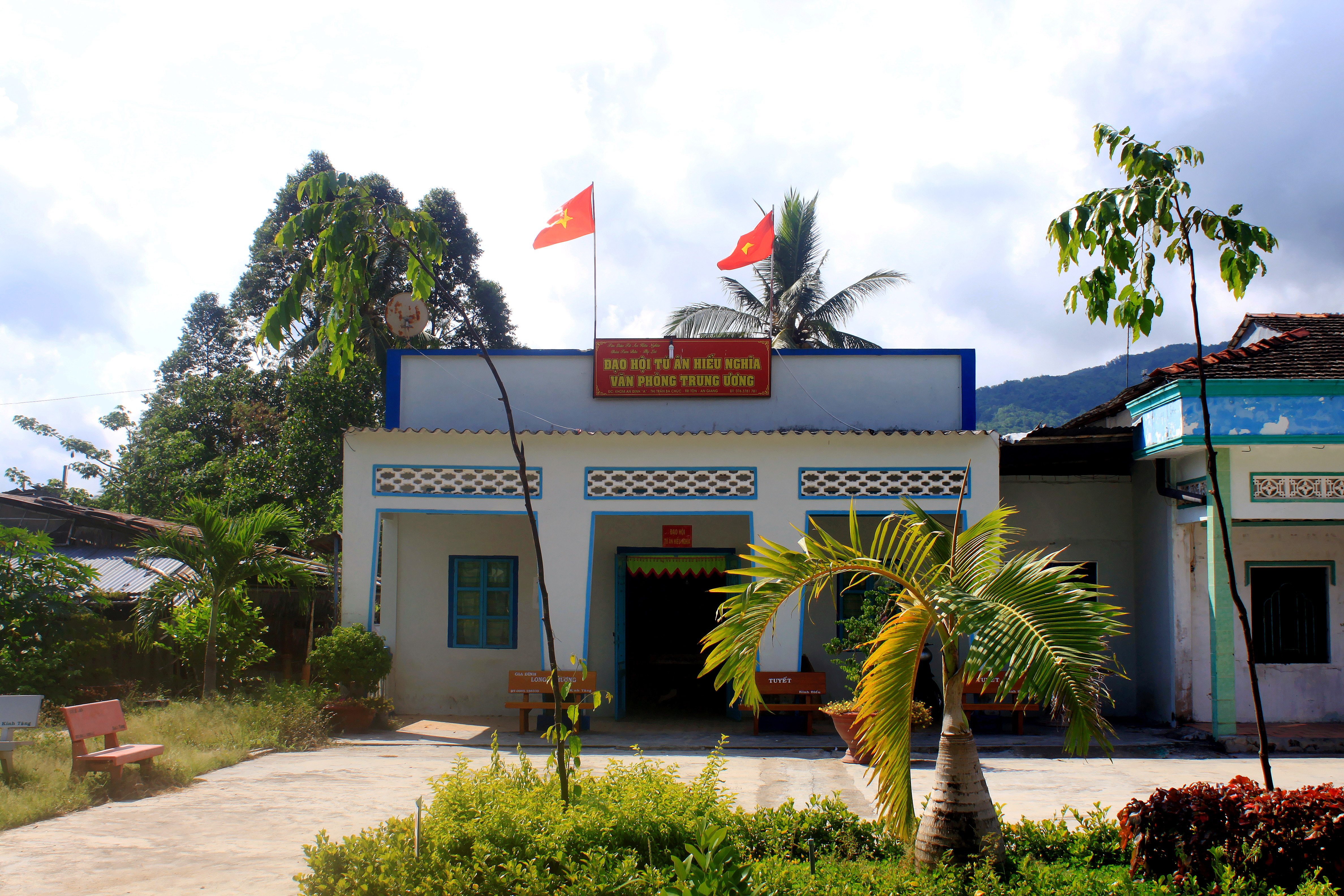
Văn phòng Trung ương Đạo hội Tứ Ân Hiếu Nghĩa trong khuôn viên chùa Tam Bảo ở thị trấn Ba Chúc

## Giới thiệu

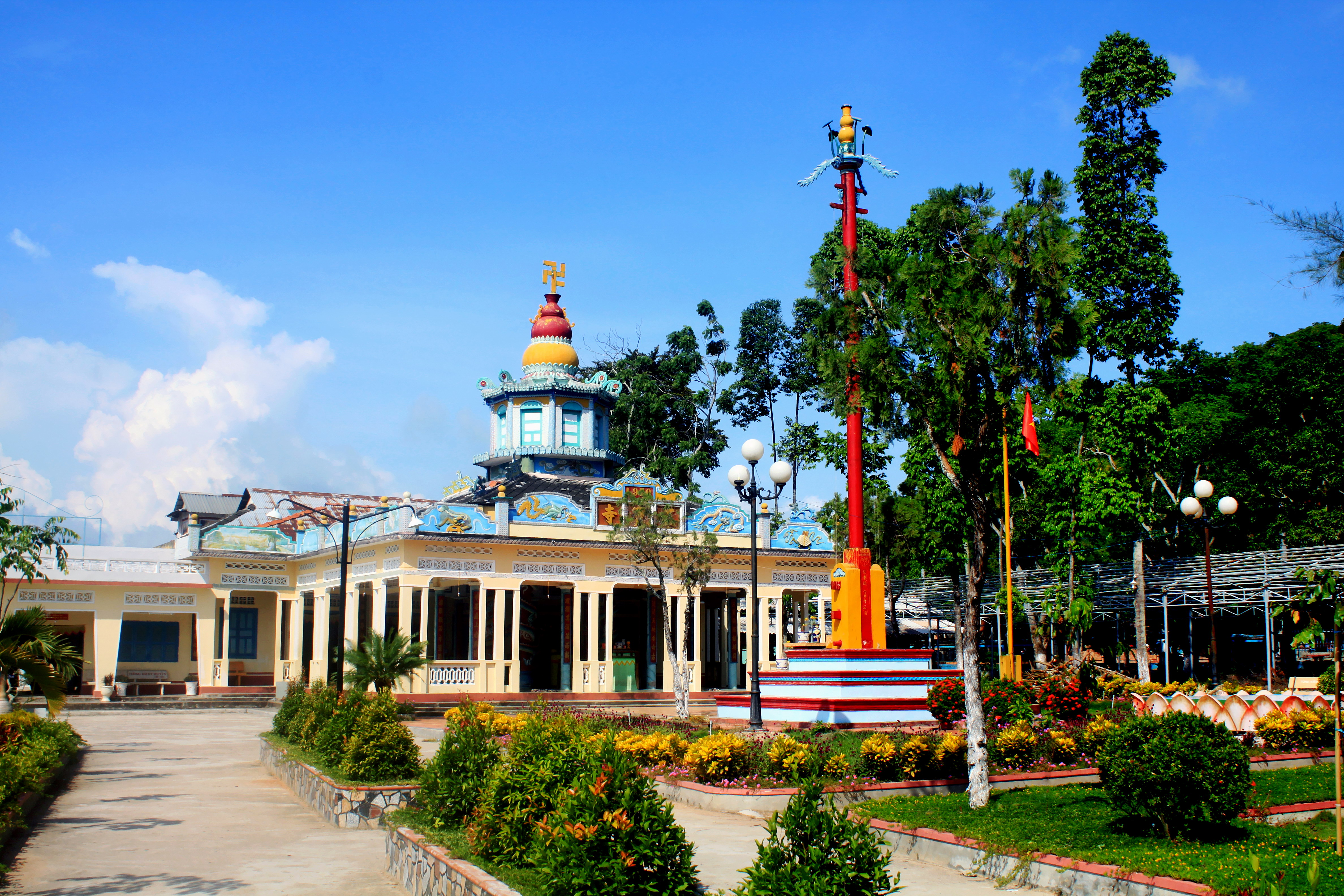
Chùa Tam Bửu ở thị trấn Ba Chúc

Theo tín đồ đạo Hiếu Nghĩa, thì ngày Đức Bổn Sư (Ngô Lợi) bỗng nhiên "bất tỉnh, để trở thành người 'giải thoát tẩy trần tâm, giáo nhơn tùng thiện đạo'" (rũ sạch lòng trần, dạy người theo đạo lành), chính là ngày khai sáng đạo của mình . Tuy nhiên, theo sách Địa chí An Giang (tập 2) thì đạo Hiếu Nghĩa ra đời tại núi Tượng (Ba Chúc, Tri Tôn, An Giang) vào năm 1876, tức là năm Ngô Lợi đưa một số đệ tử vào nơi đấy để khai hoang, lập chùa miếu và mở thôn ấp mới .
Khi mới ra đời, đạo Hiếu Nghĩa được Ngô Lợi gọi là đạo Thờ ông bà, sau này tín đồ gọi đạo của mình là đạo Tứ Ân Hiếu Nghĩa.
Để truyền tải tôn chỉ "Tu Nhân - Học Phật" Ngô Lợi đã là thể hiện tất cả nội dung qua các bộ kinh hoặc chuyển thành các thể thơ dưới dạng sám giảng với lời lẽ bình dị, mộc mạc dễ nhớ và dễ đi vào lòng người, rất phù hợp với trình độ của người dân lúc bấy giờ. Do đó, đạo Hiếu Nghĩa nhanh chóng được người nông dân tiếp nhận .
Nhìn chung, hơn 140 năm hình thành và phát triển, đạo Hiếu Nghĩa đã qui tụ gần 80.000 tín đồ, sống rải rác ở nhiều tỉnh, thành thuộc Nam Bộ, nhưng nhiều nhất là ở huyện Tri Tôn. Đây là đạo thuần túy nội sinh, tín đồ đa phần là nông dân .

## Tôn chỉ

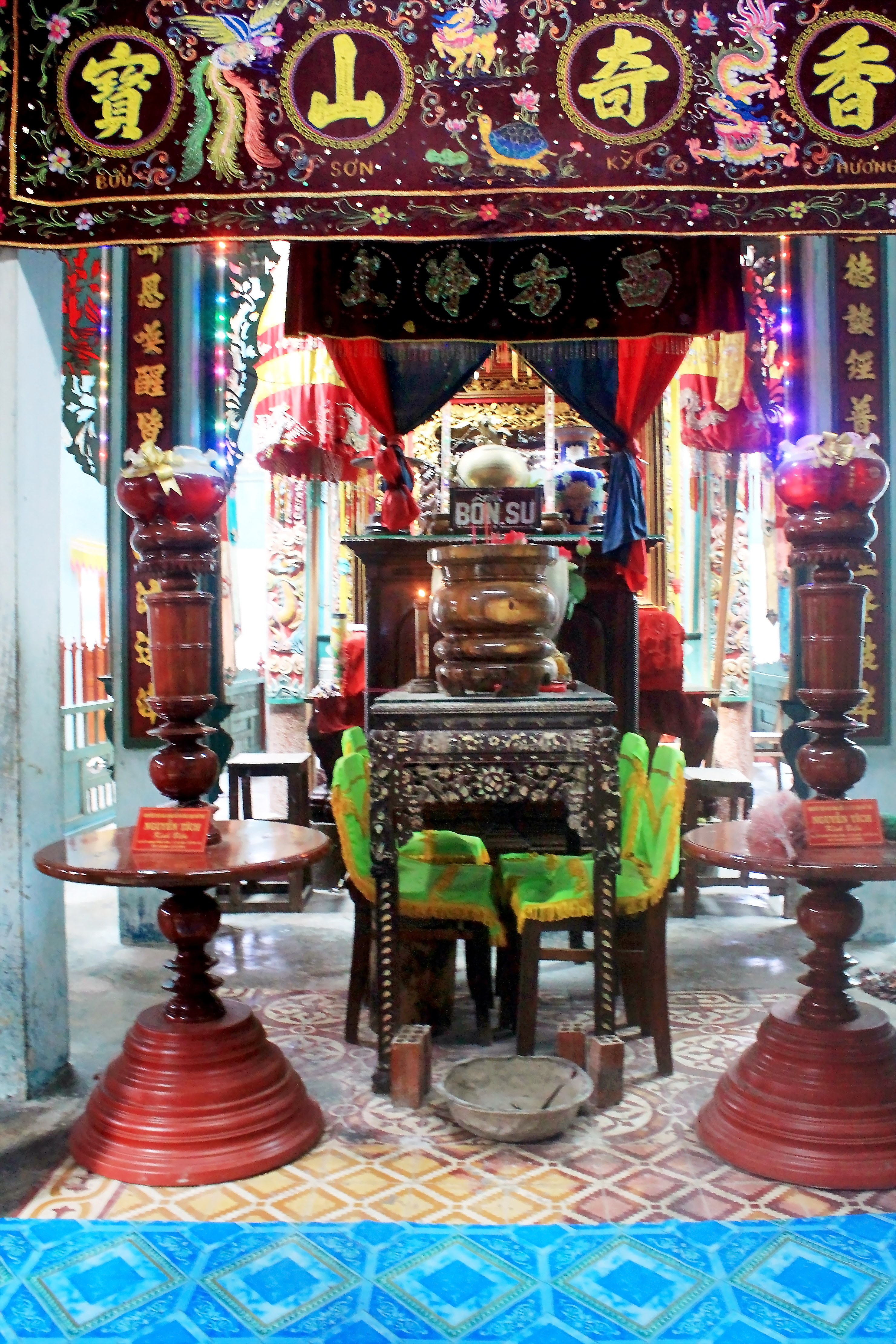
Nơi thờ Đức Bổn Sư (Ngô Lợi) trong chùa Tam Bửu

Cũng như Phật Thầy Tây An (người sáng lập ra đạo Bửu Sơn Kỳ Hương), Đức Bổn Sư (Ngô Lợi) chú trọng phát triển Phật giáo theo hình thức "cư sĩ", nghĩa là tín đồ không cần "ly gia cắt ái" hay "đầu tròn áo vuông", tín đồ mặc áo vạt hò, quần lá nem, bới tóc hoặc để xõa tự nhiên và tu đâu cũng được... Ít quan tâm đến giáo lý mà chú tâm nhiều đến việc thờ cúng, bố thí và lấy việc "Tu Nhân - Học Phật" làm nền tảng cho sự hành đạo.
- Tu Nhân: được thể hiện qua việc kính thờ và phụng sự tứ ân:

- Tứ đại trọng ân bao gồm: đất, nước, gió, lửa. (thủy, thổ, phong, hoả)
- Tứ trọng ơn bao gồm: 1-ơn cha mẹ; 2-ơn đất nước; 3-ơn Tam Bảo; 4-ơn đồng bào và nhân loại.
Ngoài việc kính thờ trên, người tín đồ còn phải hành xử việc "Hiếu" (hiếu thảo với ông bà tổ tiên) và việc "Nghĩa" (nghĩa vụ với đất nước, đồng bào và nhân loại).
- Học Phật: Là học những điều Phật giáo hóa chúng sanh, thành tâm phụng thờ và trì niệm Phật để cầu được giảm "tội, nghiệp", được cứu độ và giải thoát.

Bổn sư Ngô Lợi dạy:
Một lòng giữ vẹn tứ ân,
Phụng thờ khuya sớm ân cần đừng sai.
Gắng công niệm Phật hôm mai,
Trì tâm thì đặng thiếc mài nên kim.
hay:
Việc làm cho Phật, phước nhiều
Cũng như hoa lại mai chiều nở vun.
(Sám giảng Ngũ giáo)
Mặc dù phát triển từ nền tảng của đạo Bửu Sơn Kỳ Hương, nhưng đạo Hiếu Nghĩa còn chịu ảnh hưởng của các tôn giáo khác nữa:
- Phật giáo: Về tâm linh, đạo Hiếu Nghĩa chịu ảnh hưởng của Lâm Tế tông và Thiên Thai tông. Đức Bổn Sư (Ngô Lợi) viết:

Phật dạy lý chân không
Vì sợ người chấp có.
Bằng người lại chấp không,
Như chụp thỏ buông ó.
Người chấp vô thường tướng,
Phật nói hữu thường tâm.
Chẳng dè phương tiện pháp.
Ao xuân hiện lỗi lầm...
Yếu lý này thể hiện nhiều trong kinh giảng của đạo Hiếu Nghĩa.
Kinh Phật giáo được tín đồ đạo Hiếu Nghĩa trì tụng, đó là: "Bát Dương kinh", "Di Đà kinh", "Kim Cang thọ mạng kinh", "Phổ Môn kinh" và "Bổ khuyết Tâm kinh" (được tín đồ đọc tụng thường xuyên).
Đức Bổn Sư (Ngô Lợi) cũng cho phép, người ít hiểu biết chỉ cần tụng "Linh Sơn hội thượng kinh" cũng đủ. Ngoài ra, ông cũng khuyến khích tín đồ trì niệm chú, ấn pháp theo Mật Tông.
Đàn, ấn, chú là pháp chư Phật
Người làm theo sẽ được hộ trì.
- Nho giáo: Quan niệm "Tu Nhân" chịu ảnh hưởng rất nhiều của tư tưởng Khổng Mạnh.

Chữ "Tu" ở đây hiểu theo nghĩa "Mạng trời gọi là tính, nương theo tính trời gọi là đạo, sửa mình theo đạo gọi là "giáo" (Thiên mệnh chi vị tính, xuất tính chi vị đạo, tu đạo chi vị giáo. Trung Dung). Vậy, Tu Nhân tức là sửa mình theo "đạo làm người" (nhân đạo), mà đạo làm người không hề xa với "đạo trời"...
Trong sinh hoạt của tín đồ, có những việc có liên quan đến đạo Nho, như: Thờ cúng đất trời, xây dựng chùa chiền, nhà cửa theo số vị vận hành của Kinh Dịch. Các lễ tế, hôn sự, tang ma theo thể thức của Nho giáo. "Thập Nhị lệ sự" tức 12 điều lệ mà tín đồ phải tuân theo, được mô phỏng từ khuôn mẫu của đạo Nho.
- Đạo Lão: Tư tưởng Lão giáo cũng là tư tưởng chủ đạo trong giáo thuyết của đạo Hiếu Nghĩa.

Người tín đồ phải nằm lòng những bài kinh sau: "Tâm Ấn kinh", "Động cổ kinh", "Tam mao chơn kinh". Trích:
Động cổ kinh.
(dịch nghĩa)
Có động cũng xuất nơi không động.
Hữu vi cũng xuất nơi vô vi.
Vô vi thời thần về, thì muôn vật yên lặng.
Bất động thì khí điều hòa.
Khí yên lặng điều hòa, thì muôn vật không sanh.
Tóm gọn, pháp môn tu hành của đạo Hiếu Nghĩa là: 
Trì niệm theo Thiền tông
Xử sự theo Nho giáo.
Luyện tinh, khí, thần theo Lão giáo.

## Thủ tục nhập đạo
Nghi thức nhập đạo của đạo Tứ Ân Hiếu Nghĩa là thể lệ mang tính long trọng của việc đón nhận thành viên gia nhập đạo Tứ Ân Hiếu Nghĩa. Việc gia nhập đạo là hoàn toàn tự nguyện, không phân biệt, lựa chọn hay hạn chế các đối tượng gia nhập, miễn là người đó thực hiện được những quy định của đạo Tứ Ân Hiếu Nghĩa. Người muốn vào đạo trước hết phải tìm đến Đức Bổn sư, các đệ tử của ông hoặc sau này là ông Trò hay ông Gánh để tìm hiểu và biết cụ thể hơn về đạo Tứ Ân Hiếu Nghĩa. Khi đã chấp nhận thọ giáo thì người đó đến gặp một trong những vị nói trên để được tiến hành các thủ tục nhập đạo. Tín đồ nào thọ giáo với vị Trưởng Gánh nào thì trở thành thân bằng của Gánh đó. Thông thường đạo Tứ Ân Hiếu Nghĩa tổ chức thọ giáo cho tín đồ vào ba dịp trong năm là Lễ Thượng nguyên (rằm tháng Giêng), Lễ Trung nguyên (rằm tháng Bảy) và Lễ Hạ nguyên (rằm tháng Mười). Người được thọ giáo phải đến chùa Tứ Ân Hiếu Nghĩa cúng lạy, sau đó vái ở bàn thờ Tam Bửu gia để khẳng định mình đã thuộc về Gánh đó. Vị Trưởng gánh phát cho tín đồ mới bộ Lòng phái gồm có: Lòng phái, Thế độ, Thái kiệt, Tiên sinh và Trần Điều. Sau 3 năm kể từ ngày thọ giáo. Bộ Lòng phái là báu vật của tín đồ, đối với họ, nó không những có ý nghĩa xác nhận tín đồ là thành viên của đạo Tứ Ân Hiếu Nghĩa mà còn là bảo linh được mang trước ngực lúc sống và mang theo người lúc chết để phù hộ cho người đó.

## Hành đạo

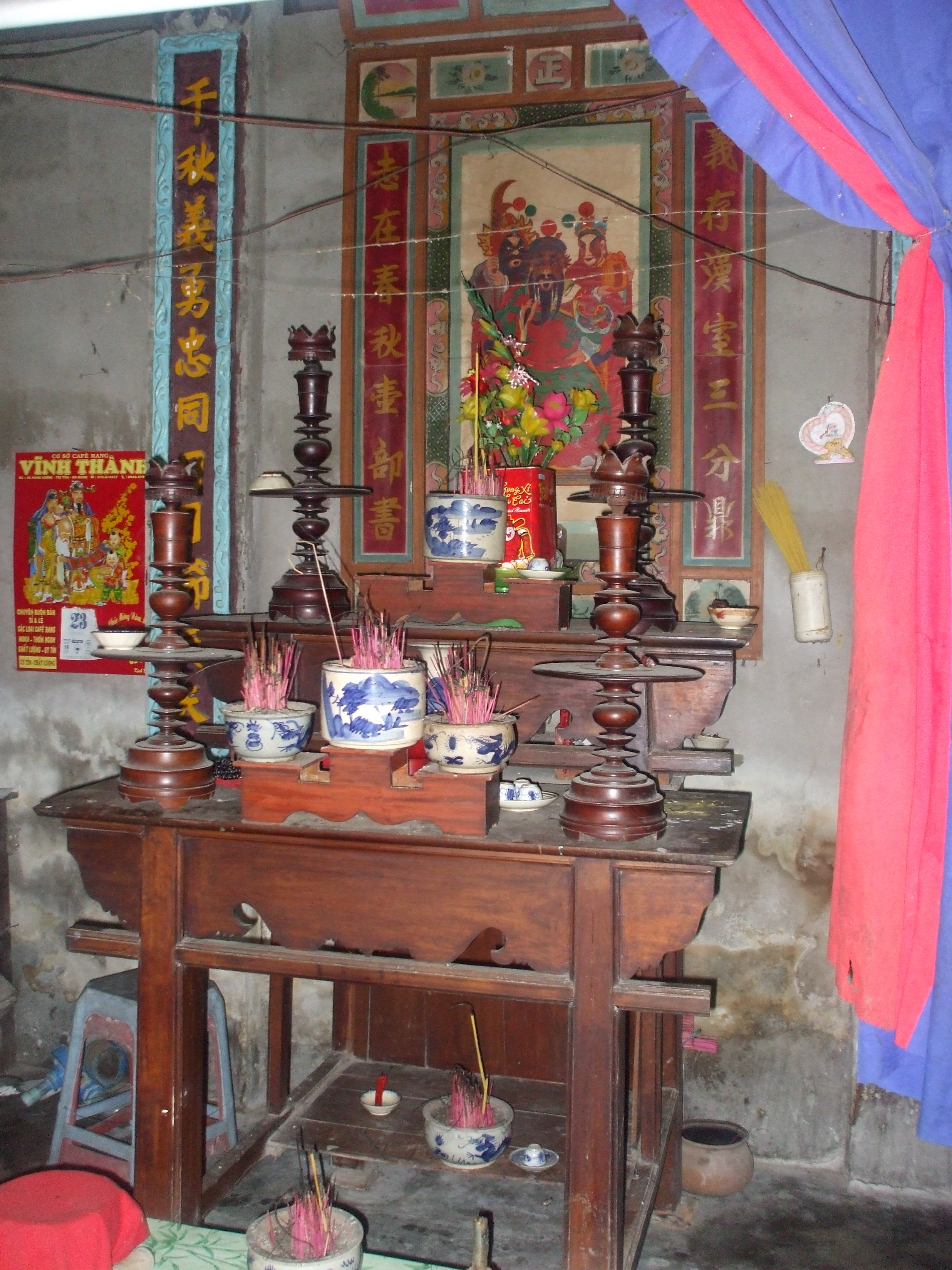
Nơi thờ cúng trong nhà của một tín đồ đạo Hiếu Nghĩa tại Ba Chúc

Sau khi Đức Bổn Sư viên tịch tại núi Tượng (1890), đạo Hiếu Nghĩa không có người kế vị, các mối đạo đều giao cho ông Trò, ông Gánh phụ trách. Không lâu sau, một số ông Gánh rời vùng Thất Sơn đi các nơi khác truyền đạo. Vì vậy, đạo Hiếu Nghĩa hình thành 2 hệ thống: Một hệ thống được duy trì ở các làng được coi là thánh địa của đạo Hiếu Nghĩa như: An Định, An Hòa, An Thành, An Lập thuộc vùng Thất Sơn (An Giang). Tín đồ ở các làng này được gọi là tín đồ nội thôn (hiện nay có 24 Gánh). Hệ thống thứ hai là tín đồ ở những nơi mà các ông Gánh đi truyền đạo như Kiên Giang, Bến Tre, Đồng Tháp, Tiền Giang, Cần Thơ, Bà Rịa – Vũng Tàu... hệ thống này được gọi là ngoại thôn (hiện nay có 15 Gánh).
Theo luật của đạo, chỉ có ông Gánh (tức trưởng Gánh) mới có quyền thu nhận tín đồ, nhưng không quá cách biệt giữa giáo phẩm (ông Trò, ông Gánh) và giáo dân (tín đồ). Người tín đồ ngoài việc hành xử theo "Tứ trọng ân" và "Thập nhị giáo điều" (còn được gọi "Thập Nhị lệ sự"), còn phải lễ lạy (vào hai thời: sáng từ 3 giờ đến 5 giờ sáng, công phu (tụng kinh có chuông mõ. Kinh đọc được rút ra từ bộ "kinh Siêu độ" của đạo) và niệm pháp.
Và trong nền đạo Hiếu Nghĩa, "sự thờ cúng" được coi là nguồn ân phúc thiêng liêng, giúp tín đồ tăng thêm lòng chánh tín, lấy hình thức chuyển vào nội tâm, đem nghi lễ hướng con người đến việc thực thi phúc lợi chân chánh.
- Cúng Phật: bằng hương, đăng, hoa, trà, quả, các món chay. Phẩm cúng có ý nghĩa nhất là ngọt (chè xôi nước) và dẻo (xôi nếp), bánh chưng, bánh giầy, bánh tét...
- Cúng Thần: vật phẩm như cúng Phật, có thêm món cá, không được cúng các thức ăn từ thịt ngoài loài thủy tộc.
- Cúng giỗ người mất: vật phẩm như cúng Thần.

Ngoài ra, tín đồ còn phải thường tham gia các lễ cúng chính ở chùa miếu, thành tâm cầu nguyện cho quốc thới dân an, cầu cho ông bà tổ tiên được siêu thăng tịnh độ v.v...

## Được công nhận
Ngày 16 tháng 6 năm 2010, chính quyền tỉnh An Giang đã có Quyết định số 1114/QĐ-UBND về việc công nhận tổ chức tôn giáo đối với đạo Tứ Ân Hiếu Nghĩa. Đồng thời, chính quyền tỉnh cũng đã có quyết định chấp thuận Hiến chương và nhân sự Đạo hội của đạo này. Theo đó, cơ cấu tổ chức của đạo Hiếu Nghĩa có hai cấp là Đạo hội (cấp toàn đạo) và Gánh (cấp cơ sở) .
Năm 2020, Đại hội đại biểu tín đồ lần III đã quyết định đổi tên thành Phật giáo Tứ Ân Hiếu Nghĩa và xác định cơ quan chủ quản của đạo là "Phật hội Tứ Ân Hiếu Nghĩa".

## Đánh giá (sơ lược)
Tuy cốt lõi trọng "Tứ Ân", chuộng "Vô vi" (tôn chỉ của đạo Bửu Sơn Kỳ Hương), nhưng theo nhà văn Sơn Nam, đạo Hiếu Nghĩa vẫn còn "ham chuộng hình thức: nhiều buổi làm chay, đến nghe thuyết pháp, lãnh bùa mà đeo, có chuông mõ, quỳ lạy quá nhiều, thờ Quan Công, có thêm ngôi Long Đình, dành cho người khuất mặt sắp xuất hiện (ám chỉ vua Hàm Nghi), cổ xuý ngày tận thế sắp cận kề, sắp đổi đời, ma quỷ đã hiện ra đầy đường và vẫn là núi Cấm sắp mở hội 'Long Hoa'... Về mặt thờ phượng, đạo Hiếu Nghĩa theo mô hình 'trước miễu, sau chùa'. Miễu thờ thần cựu trào, gồm bá quan văn võ. Riêng chùa Phi Lai ở núi Tượng là điện, thờ đấng tối cao là Ngọc Hoàng Huyền khung Cao thượng đế, tượng trưng với tấm vải đỏ, không hình tượng (gọi trần điều). Một bàn thấp hơn dành cho "tứ đại thần châu", tức bốn hòn đảo của cõi tiên. Đúng là tu tiên, đạo Lão... Những điều đó cho thấy, hướng đi và việc làm của Ngô Lợi không thoát khỏi tư tưởng phong kiến và thần quyền, như câu ca dao còn truyền tụng ở vùng núi Tượng:
Ai về nhắn với áo dà,
Sửa sang khăn áo đặng mà chầu vua.
Tấm lòng nghĩa sĩ xin thưa
Hợp theo trời đất Người xưa tỏ tường.
Song khách quan mà xét, về mặt đạo, Ngô Lợi động viên được tín đồ cùng nhân dân phát huy tinh thần yêu nước. Về mặt đời, ông đã liên kết với Khả và Ong cùng khởi nghĩa ở Cai Lậy năm 1878, qui tụ được những người từng tham gia kháng Pháp, từ những phong trào như của Nguyễn Trung Trực, Võ Duy Dương, Nguyễn Hữu Huân thiết lập được mối quan hệ với phong trào kháng Pháp của ông hoàng Si-Vatha ở các tỉnh phía Nam nước Campuchia và những người dân tộc Khmer vùng Bảy Núi (Thất Sơn).
Vậy có thể nói, quá trình phát triển đạo Hiếu Nghĩa gắn liền với phong trào kháng Pháp, với quá trình di dân, khai hoang lập làng ở vùng đồng bằng Nam Bộ. Và với đường hướng hành đạo là "Tu Nhân - Học Phật" (lấy đạo "hiếu" làm đầu, không đặt ra giới luật khắt khe và không có sự phân biệt, kiêng kị khác nhau giữa chức sắc và tín đồ) cùng với khả năng tổng hợp, hòa đồng các quan niệm cũng như các đối tượng thờ cúng của ba tôn giáo là Phật, Lão, Nho và tín ngưỡng dân gian; đạo Hiếu Nghĩa đã tạo nên sự phong phú, thăng bằng trong đời sống tâm linh và là tôn giáo đặc trưng của người dân ở vùng đất này .

## Liên kết Ngoài
- Đôi nét về Đạo Tứ Ân Hiếu Nghĩa trên website Ban Tôn giáo chính phủ
- Đức Bổn Sư đạo Tứ ân hiếu nghĩa cùng "Bá gia" trên website Văn nghệ Cửu Long [liên kết hỏng]